# 塙治夫
塙 治夫（はなわ はるお、1931年11月8日 - 2016年4月7日）は、日本の外交官、アラブ文学翻訳家。

## 略歴
茨城県生まれ。茨城大学政経学部で学び、1952年外務省入省、1953年から1954年までカイロでアラビア語の研修を受けた後、エジプト、レバノン、シリア、イラク、オーストラリア、サウジアラビアへの勤務を経て、駐カタール大使、駐オマーン大使を歴任。
大使時代を含め、アラブ七カ国に駐在、のちエジプトのノーベル文学賞作家となるナギーブ・マフフーズの作品などを翻訳する。「カイロ3部作」の翻訳により、2012年に日本翻訳出版文化賞、2015年にアラブ首長国連邦のシェイク・ザーイド・ブック・アワードの翻訳賞を受賞した。2006年に瑞宝中綬章を受章。
2016年4月7日、急性循環不全のため死去。

## 著書
- 『嵐の中の中近東』アルプス、1970

### 翻訳
- ナジーブ・マフフーズ「狂気の独白」『現代アラブ文学選』野間宏編 創樹社 1974
- ナギーブ・マフフーズ『渡り鳥と秋』アジア経済研究所 1976
- 『アラブ・ジョーク集』牟田口義郎編著 実業之日本社 1978
- ナギーブ・マフフーズ『バイナル・カスライン』現代アラブ小説全集 河出書房新社 1978-1979
- アブー・ヌワース『アラブ飲酒詩選』岩波文庫、1988
- 『ナギーブ・マフフーズ短編集 エジプト人文豪の作品より』近代文芸社 2004
- ナギーブ・マフフーズ『シェヘラザードの憂愁 アラビアン・ナイト後日譚』河出書房新社 2009
- ナギーブ・マフフーズ『張り出し窓の街　「カイロ三部作 1」』国書刊行会 2011
- ナギーブ・マフフーズ『欲望の裏通り　「カイロ三部作 2」』国書刊行会 2012
- ナギーブ・マフフーズ『夜明け　「カイロ三部作 3」』国書刊行会 2012

### 監修
- 『はじめてのやまのぼり』美智子文 武田和子画 アフマド ムハンマド ファトヒ ムスタファ訳

### 講演等
大学等の研究機関、大使館またはその外郭団体主催のものを示す。
- 講演およびインタヴュー『『シェヘラザードの憂愁』を中心にマフフーズ文学について』2009年6月京都大学イスラーム地域研究センター主催、インタヴューは京都大学・大阪大学の教授・講師による[5]。
- 講演『世界文学の雄峰ナギーブ・マフフーズとは？』EGYPTIAN DAY 日本におけるエジプト年2011生誕100年・〈カイロ三部作〉刊行記念講演会。2011年12月11日、エジプト大使館 文化・教育・科学局、NIHUプログラム イスラーム地域研究東京大学拠点、国書刊行会主催、東京大学本郷キャンパス、ほか講演者は長沢栄治等[8]。
- 講演会『アラブ諸国遍歴の終点 – オマーンの思い出』、共同講演者は夫人。2014年7月3日、日本オマーンクラブ主催、オマーン大使館[6]。

### 蔵書
800冊を超える蔵書は本人の死去後東京大学大学院総合文化研究科の文庫に寄贈され2018年現在整理中である。